# Dmitriy Musyerskiy
Dmitri Aleksandrovitch Muserski (en russe : Дмитрий Александрович Мусэрский) est un joueur russe de volley-ball né le 29 octobre 1988 à Makiïvka (Ukraine, alors en URSS). Il mesure 2,18 m ou 2,19 m et joue pointu. Il totalise 132 sélections en équipe de Russie.

## Biographie
Avant d'être international russe, il a été international junior ukrainien durant la saison internationale 2006. Il est récipiendaire de l'Ordre de l'Amitié depuis le 13 août 2012.

## Clubs
| Club                                            | De             | À             |
| ----------------------------------------------- | -------------- | ------------- |
| Lokomotiv-Belogorie Belgorod                    | 2006-2007      | 2007-2008     |
| Metaloinvest Stary Oskol                        | septembre 2008 | décembre 2008 |
| Lokomotiv-Belogorie Belgorod/Belogorie Belgorod | janvier 2009   | 2017-2018     |
| Suntory Sunbirds                                | 2018-2019      | ...           |

## Palmarès

### Club et équipe nationale
- Jeux olympiques (1)
  - Vainqueur : 2012
- Ligue mondiale (2)
  - Vainqueur : 2011, 2013
  - Finaliste : 2010
- Coupe du monde (1)
  - Vainqueur : 2011
- World Grand Champions Cup
  - Finaliste : 2013
- Championnat d'Europe (1)
  - Vainqueur : 2013
- Ligue des champions (1)
  - Vainqueur : 2014
- Coupe de la CEV (1)
  - Vainqueur : 2009
- Championnat de Russie (1)
  - Vainqueur : 2013
  - Finaliste : 2008, 2010
- Coupe de Russie (2)
  - Vainqueur : 2012, 2013
- Supercoupe de Russie (1)
  - Vainqueur : 2013

### Distinctions individuelles
- Meilleur contreur du championnat de Russie 2010
- Meilleur contreur du Final Four de la coupe de Russie 2010
- Meilleur contreur du Final Six de la Ligue mondiale 2010
- Meilleur serveur du Final Eight de la Ligue mondiale 2011
- Meilleur joueur et meilleur serveur du Final Six de la coupe de Russie 2012
- Joueur le plus productif du championnat de Russie 2013
- Meilleur contreur du Final Six de la Ligue mondiale 2013
- Meilleur joueur du Championnat d'Europe 2013
- Meilleur joueur de la World Grand Champions Cup 2013
- Meilleur contreur du Final Four de la Ligue des champions 2013-2014